# Михнева, Кристина Геннадьевна
Кристина Геннадьевна Ми́хнева (род. 26 декабря 1999 года, Ставропольский край, Россия) — российская спортсменка (вольная борьба). Финалистка чемпионата мира 2021 до 23 лет. Мастер спорта международного класса.

## Биография
Михнева родилась в селе Падинское Ставропольского края. Начала заниматься вольной борьбой в 13 лет под руководством своих первых тренеров Михаила Сибиркина и Артема Хлопова в селе Падинское. С 2015 по 2017 год ее тренировал Александр Уваров. С 2017 года начала тренироваться в центре спортивной подготовки города Севастополь и представлять данный город в параллельном зачёте с Пермским краем.

## Спортивная карьера
Старт карьеры спортсменки начался на кадетском первенстве Европы 2016 года в Швеции, где она заняла 3-е место, победив Валентину Самартзи (Греция), Карину Колесник (Украина), Иоану Маринкову (Болгария) и Дарию Сыч (Украина). В 2021 году стала финалисткой чемпионата мира до 23 лет в Сербии в весовой категории до 57 кг. На Чемпионате России этого же года она выиграла в первом кругу Анну Антоненко из Краснодарский края, в четвертьфинале одолела Ульяну Фирсову из Бурятии, но в полуфинале потерпела поражение от чемпионки мира среди юниоров Анастасии Сидельниковой (Кемеровская область), в матче за третье место она одержала верх над другой представительницей Кузбасса — Зальфирой Садраддиновой и вошла в тройку в весовой категории до 59 кг. В июле 2022 года она удачно выступила на турнире памяти Героя Советского Союза Николая Королева в Могилёве, Беларусь. В сентябре она снова выступила в Беларуси, на турнире памяти Александр Медведя, где Михнева заняла третье место. На кубке Ивана Ярыгина 2023, Кристина добыла бронзовую медаль. Весной 2023 года выступила на международном турнире в городе Бишкек (Кыргызстан) и стала финалисткой данного турнира. В конце январе 2024 года пришла третьей на Кубке Ивана Ярыгина в Красноярске. Годом позже снова стала третьей на кубке памяти Ивана Ярыгина. В июне 2025 года выступила на чемпионате России в Москве и в третий раз завоевала бронзовую медаль.

## Спортивные достижения
- 2021 Чемпионат мира до 23 лет — ;
- 2021, 2023, 2025 Чемпионат России — ;
- 2023 Гран-при Александр Медведь — ;[14]
- 2023, 2024, 2025 Кубок Ивана Ярыгина — ;
- 2025 Гран-При Александр Медведь — ;[15]

## Личная информация
Живет в Севастополе. Она имеет степень бакалавриата Невинномысского государственного гуманитарно-технического института. Учится в Севастопольском государственном университете в магистратуре по направлению «менеджмент образовательных организаций».